# 朱广沪
朱广沪（1949年9月25日—），中国足球教练，曾經执教多支中國足球超級联赛球队及中国国家足球队。

## 生平
朱广沪祖籍宁波，生于上海，在球员生涯时效力于上海队，司职中场。
朱广沪于领队时期曾与多位外籍教练合作，故此有不少的经验。朱广沪首个执教的球队是上海少年队，共执教了4年。后来带领中国少年队长达7年。
及后5年，朱广沪执教健力宝青年队，并于执教的最后1年带球会的少年、青年与国家少年队的成员到巴西学法。其后，朱广沪成为中国男子足球奥运队的领队至1999年。
2000年开始，朱广沪执教深圳队，在2004年率队夺得首届中超冠军。因此，他于2005年3月9日成为中国男子一队的主领队，令中国队赢得了东亚国家杯的冠军，又协助球队赢得了东亚运动会的男子足球项目金牌，该面金牌是中国队于东亚运动会的首面足球金牌。
2007年亚洲杯时强调“疯狗精神”，致使当时主力李玮峰，郑智等黄牌加身而无法在对乌兹别克时候上阵，导致2007年7月18日中国队爆冷0-3惨败乌兹别克队，未能晋身亚洲杯八强赛后，朱广沪辞去主教练一职。而他亦因此事而饱受讽刺，在中国大陆的互联网上出现了许多仿史记纪传体的朱广沪传记等文章来讽刺他的执教能力和中国国家队的水平。
2008年4月14日，朱广沪正式接替陈方平出任中超武汉光谷主教练，上任后首场即以1:0战胜卫冕冠军长春亚泰队，实现开门红，时隔三年多后再次出现在中超赛场证明了自己的执教水平。但是此后武汉战绩不佳，一直在中超垫底，朱广沪为此还在二次转会中从上海申花引进了爱将李玮锋来增强球队实力。然而，恰恰由于李玮锋在与北京国安的比赛中引起的冲突，最终导致足协重罚李玮锋，而武汉光谷此后因为认为中国足协处理程序不公而宣布退出中超。朱广沪也就此离职。
2009年8月31日，陕西浐灞俱乐部召开新闻发布会正式宣布朱广沪出任主教练，双方签下3年合同。
2010年初，陕西浐灞俱乐部斥巨资引进多名球星冲击中超联赛最好成绩，但赛季开始后球队成绩并不理想，六轮联赛过后，成绩仅1胜2平3负。5月8日，陕西浐灞足球俱乐部召开新闻发布会，正式宣布朱广沪下课，由前大连实德队主教练科萨诺维奇接任。
2014年巴西世界杯期间，朱广沪受邀担任中国中央电视台的赛事评论员。不过在解说开幕战时就被网友吐槽解说风格，被指有严重倾向性。
2017年9月28日，朱廣滬擔任上海市足球协会主席。2020年3月19日，朱廣滬因年齡原因正式卸任。後擔任上海足球协会技术总监、宝山区足球协会名譽主席。